# 회개

〈돌아온 탕아〉, c. 1661–1669. 262 cm × 205 cm, 렘브란트. 상트페테르부르크 예르미타시 미술관 소장.

회개(悔改)는 죄스런 생활 태도에서 탈피하여 하나님께 귀의하는 일을 말한다. 옛날에 저지른 잘못을 뉘우친 사람이, 그 잘못을 고치고 되풀이하지 않으려 노력하는 태도를 갖추는 것을 가리키는 말이다.
현대에서는 일반적으로 개인적인 변화에 대한 헌신과 보다 책임감 있고 인간적인 삶을 살겠다는 결심을 포함하는 것으로 간주된다. 즉, 자신의 잘못을 후회하는 것이다. 또한 개인이 죄책감을 느끼거나 자신이 범했다고 확신하는 특정 죄나 일련의 죄에 대한 슬픔이 포함될 수도 있다. 회개의 실천은 유대교, 기독교, 이슬람교의 구원론에서 중요한 역할을 한다. 세계의 다른 종교에서도 유사한 관습이 발견되었다. 종교적 맥락에서 이는 종종 신이나 영적 장로(예: 수도사 또는 신부)에게 고백하는 행위를 포함한다. 이러한 고백에는 유죄 인정, 범죄를 반복하지 않겠다는 약속이나 의도, 잘못에 대한 보상 시도, 가능한 경우 어떤 방식으로든 잘못의 해로운 영향을 되돌리려는 시도가 포함될 수 있다.

## 아브라함계 종교

### 유대교
회개는 유대교에서 죄를 속죄하는 요소 중 하나이다. 유대교는 모든 사람이 때때로 죄를 지을 때가 있지만 과거의 범법을 회개함으로써 미래에 그러한 죄를 멈추거나 최소화할 수 있다는 것을 인정한다. 따라서 유대교에서 회개의 일차적인 목적은 윤리적인 자기 변화이다.

### 기독교
기독교적인 의미에서 회개라는 말은 이제까지의 잘못을 뉘우치는 것과 적극적으로 선을 행함이라는 이중의 의미를 지닌다. 구약성경의 용어로는 나캄(뉘우친다)과 슈브(돌아선다)가 있고 신약성경의 용어로는 메타노이아(마음의 변화)와 에피스트로페(행동의 변화)가 있다. 회개한 사람은 죄악된 삶을 벗어버리고 성령에 의한 변화된 삶을 살아가는 것이다(로마서 12장 1-2절).
회개란 죄인 자신의 과거를 돌아보는 것으로 죄인의 의식적인 생활 가운데서 죄를 멀리하는 변화라고 정의할 수 있는 것이다.
1) 회개의 요소
회개는 다음의 세 가지 요소를 포함한다.
- 지적 요소 - 이것은 과거의 생활이 자신의 죄와 오염과 절망을 안고 있는 죄의 생활이었음을 인식하는 것이다(롬 3: 20).

- 감정적 요소 - 이것은 거룩하고 의로우신 하나님을 대항하여 범한 죄를 슬퍼하는 것이다(고후 7: 9, 10).

- 의지적 요소 - 이것은 목적의 변화에서 일어나는 요소인데 죄로부터의 내적인 전환과 죄를 용서받고 씻어 버리고자 하는 성향을 말한다(롬 2: 4). 회개는 본래 하나님의 율법에 의해 인간 내부에서 일어나는 작용이다. 이 요소는 회개의 강장 중요한 부분이다.

2) 로마 가톨릭의 개념
로마 가톨릭은 회개에 대해 외적 관념을 가지므로 그들에 따르면 회개는 선천적 죄에 대하여 슬퍼함이 아니라 외적 형벌에 대한 공포로부터 일어나는 것에 불과한 개인적 범죄에 대하여 슬퍼함이며, 죄를 용서해 줄 수 있는 신부에게 말하는 고백이며, 금식 고행과 성지순례 등과 같은 고해성사의 외부적 행위에 의한 배상의 표준으로 이루어진다고 주장한다.
이와 반대로 성경은 회개를 전적으로 내부적 작용, 즉 죄에 대한 통회하는 태도로 봄으로써 그 결과로 일어나는 생활의 변화와 혼동해서는 안 된다.

#### 성경에서의 근거
《성경》의 역대기에서는 이렇게 적혀 있다.
| “ | 내 이름으로 불리는 내 백성은 머리를 숙이고 기도하며 나를 찾고 나쁜 길에서 돌아서야 한다. 그리하면 나는 하늘에서 듣고 그 죄를 용서해 주고 그 사는 땅에 다시 생명을 주리라. | ” |
|   | — 대한성서공회, 공동번역성서 |   |

| “ | 내 이름으로 일컫는 내 백성이 그들의 악한 길에서 떠나 스스로 낮추고 기도하여 내 얼굴을 찾으면 내가 하늘에서 듣고 그들의 죄를 사하고 그들의 땅을 고칠지라. | ” |
|   | — 대한성서공회, 개역개정판 |   |

이사야서에서는 이렇게 적혀 있다.
| “ | 나의 기뻐하는 금식은 흉악의 결박을 풀어주며 멍에의 줄을 끌러주며 압제 당하는 자를 자유케 하며 모든 멍에를 꺾는 것이 아니겠느냐. 또 주린 자에게 네 식물을 나눠주며 유리하는 빈민을 네 집에 들이며 벗은 자를 보면 입히며 또 네 골육을 피하여 스스로 숨지 아니하는 것이 아니겠느냐. | ” |

[ 사58:6~7 ]
잠언에 의하면 회개의 과정을 통하지 않고 구원 얻을 인간은 없으며(잠 29:1), 생명에 이르는 회개는 항상 하나님과의 관계에서만 가능하다(시 51:4).
한편 예수의 첫 번째 선교는 “이르시되 때가 찼고 하나님의 나라가 가까이 왔으니 회개하고 복음을 믿으라”(막 1:15)는 것이었듯이, 회개란 예수 그리스도를 통한 하나님께 대한 응답이기도 하다.
회개는 하나님이 주시는 선물이라고도 한다(행 11:18, 딤후 2:25).
또한 후에 깨달은 지식으로 인해 마음에 변화를 받아 과거는 뉘우치고, 그 과거에서부터 나올 미래의 행동까지 바꾸는 것을 말한다. 지적 도덕적 중생을 의미한다.

#### 분류
회개는 회심(悔心)이라 불리기도 하고 다음과 같이 분류하기도 한다.
- 급진적 회개: 다메섹 도상에서 예수의 목소리를 듣고 회개하고 기독교인의 일원이 된 사도 바울의 경우와 같은 회개, 회심자 중 약 3~5%
- 점진적 회개: 회심하는 대부분의 사람들이 여기에 해당. 순례자처럼 배회하다가 정착하는 유형으로 회심자 중 80%가 여기에 해당한다.
- 무의식적 회심: 모태신앙형으로 회심적 환경에 살다가 자기신앙고백을 하게 되는 경우
- 재통합적 회심: 뒤늦게 깨달아 확실한 신앙을 갖음. 재세례파 운동 등.
- 계획된 회심: 부흥회 등을 통해 회심. 인위적 한계가 있음. 실제 장로교 설교자 마틴 로이드 존스는 사도행전 이야기인《승리하는 기독교》(복있는 사람)에서 부흥회는 인간의 감정을 자극하여 일시적 회심자를 만들어낼 뿐이라고 말했다. 성경적인 회개는 개인적으로 죄에서 돌아서는 것은 물론 이스라엘이 집단적으로 우상숭배에서 아훼께로 돌아오는 것을 가리킨다. 바울 서신에서, 회개는 이방인들이 우상으로부터 돌아서서 참 하나님을 섬기는 것을 의미하는 말로 대개 사용되었다. 물론 예수님께 돌아와야 하는 범죄한 그리스도인들에 대해서도 사용되었다.

리처드 백스터는 “회개는 당신이 하나님 앞에서 영원히 죽을 수밖에 없는 죄인이라는 것을 진정으로 자백하고 그리스도의 십자가 공로로 말미암은 용서의 은혜를 받아들이는 것이다. 예수님을 당신의 ‘주님’Lord과 ‘구세주’Savior로 영접하고, 죄와 사귀던 심령을 철두철미하게 부수는 것이며, 죄의 본성을 지닌 인간으로서 죄와 맺었던 관계를 단절하는 것이다. 회개는 그리스도께 달려가 그분만을 피난처로 삼고, 그분을 영혼의 생명으로 감사히 영접하는 것이다. 땅을 향했던 마음을 하늘로 돌리고 결코 꺼지지 않는 사랑으로 하나님을 사랑하는 데 전념하는 것이다.” 라고 말한다.

## 불교
부처는 악행에 대한 부끄러움(팔리어 히리)과 악행의 결과에 대한 두려움(팔리:오타파)을 악한 길에 빠지는 것을 막는 필수적인 보호 장치이자 더 나아가 정화의 길에서 매우 유용한 것으로 여겼다. 또한 다른 사람과 더 큰 그림과 관련된 자신의 행동에 대한 자기 평가 또는 현명한 성찰(팔리어: yoniso manasikara)을 정기적으로 실천하는 것도 권장된다.

## 같이 보기
- 회심 (기독교)
- 고백 (종교)